# Carol Feeney
Carol Feeney (Oak Park, 4 de octubre de 1964) es una deportista estadounidense que compitió en remo. Participó en los Juegos Olímpicos de Barcelona 1992, obteniendo una medalla de plata en la prueba de cuatro sin timonel.

## Palmarés internacional
| Juegos Olímpicos | Juegos Olímpicos   | Juegos Olímpicos | Juegos Olímpicos   |
| Año              | Lugar              | Medalla          | Prueba             |
| ---------------- | ------------------ | ---------------- | ------------------ |
| 1992             | Barcelona (España) | Medalla de plata | Cuatro sin timonel |